# Manania uchidai
Manania uchidai är en nässeldjursart som först beskrevs av Nikolai Alexsandrovich Naumov 1961.  Manania uchidai ingår i släktet Manania och familjen Depastridae. Inga underarter finns listade i Catalogue of Life.